# 東燃化学
東燃化学合同会社（とうねんかがく、英文名称Tonen Chemical Corporation.）は、ENEOS株式会社子会社の化学メーカー。合成樹脂原料など石油化学製品の製造を行う。

## 沿革
1960年に東亜燃料工業株式会社（現・ENEOS）100%出資により設立され、1962年に川崎工場（現・川崎製造所）が竣工した。川崎製造所は、ENEOS川崎製油所の石油精製設備と一体的な運用が行われている。

## 主な製品
- エチレン
- プロピレン
- ブタジエン
- ブテン-1
- イソブチレン
- メチルエチルケトン
- 石油樹脂